# Hoshihananomia masatakai
Hoshihananomia masatakai là một loài bọ cánh cứng trong họ Mordellidae. Loài này được Tsuru & Takakuwa miêu tả khoa học năm 2007.